# Chilantaisaurus
Chilantaisaurus tashuikouensis
Genre
Espèce
Chilantaisaurus (lézard de « Ch'i-lan-t'ai », nom d'un lac chinois) est un genre éteint de dinosaures théropodes de la famille des Neovenatoridae trouvé dans la formation d'Ulansuhai en Chine et ayant vécu durant le Crétacé supérieur (étage Turonien, il y a environ 92 Ma).
L'espèce type et seule espèce est rattachée au genre, C. tashuikouensis a été décrite par Hu en 1964.

## Description
Chilantaisaurus était un très grand théropode d'une longueur de 11 mètres à 13 mètres. Sa masse est estimée entre compris entre 2,5 et 4 tonnes. Steve Brusatte et ses collègues (2010), en se basant sur la taille de l'humérus évalue la masse de l'animal à 6 tonnes.

## Classification
Hu estimait que Chilantaisaurus devait être un carnosaure apparenté à Allosaurus mais certaines études ultérieures ont suggéré qu'il pourrait s'agir d'un Spinosauroidea, peut-être un membre primitif de la famille des Spinosauridae (Sereno, 1998; Chure, 2002; Rauhut, 2001) parce qu'il avait de grandes griffes sur les membres antérieurs fait jugé unique pour ce groupe. D'autres études suggèrent qu'il pourrait être membre d'une autre branche de théropodes les Tetanurae, qui auraient quelques similitudes avec les Allosauridae, Spinosauridae et les coelurosauriens. Une étude de 2009 a noté qu'il était difficile d'exclure la possibilité que Chilantaisaurus ait été de la même espèce que le carnosaure Shaochilong trouvé dans la même formation géologique. Toutefois, ils ont noté une différence de taille énorme entre les deux. Une étude plus approfondie par Benson, Carrano et Brusatte a constaté qu'il n'était pas aussi étroitement lié à Shaochilong comme on l'avait d'abord pensé, mais qu'il s'agissait d'une carnosaure (de la famille des Neovenatoridae) étroitement lié à Allosaurus comme Hu avait d'abord pensé.
Plusieurs espèces ont été décrites à partir de restes fossiles très réduits, mais seule l'espèce type appartient à ce genre.
- Chilantaisaurus? sibiricus est mal décrit de sorte que ses relations ne peuvent pas être déterminées avec précision (Chure, 2002).
- Chilantaisaurus maortuensis a été reclassé en Shaochilong maortuensis en 2009[8].
- Des os attribués à Chilantaisaurus zheziangensis proviennent en fait d'un thérizinosaure[9],[10].

### Phylogénie
La position taxonomique des néovénatoridés est très discutée.
Le cladogramme présenté ici suit l'analyse phylogénétique originelle lors de l'érection de la famille des novénatoridés en 2010 par Roger Benson, Paul Carrano et Steve Brusatte qui montre Chilantaisaurus comme un Neovenatoridae basal en groupe frère du clade des Megaraptora : 
|  | Australovenator |
|  |                 |
|  | ? Rapator       |
|  |                 |
|  | Fukuiraptor     |
|  |                 |

|  | Aerosteon  |
|  |            |
|  | Megaraptor |
|  |            |

|  | Australovenator |
|  |                 |
|  | ? Rapator       |
|  |                 |
|  | Fukuiraptor     |
|  |                 |

|  | Aerosteon  |
|  |            |
|  | Megaraptor |
|  |            |

|  | Australovenator |
|  |                 |
|  | ? Rapator       |
|  |                 |
|  | Fukuiraptor     |
|  |                 |

|  | Aerosteon  |
|  |            |
|  | Megaraptor |
|  |            |

|  | Australovenator |
|  |                 |
|  | ? Rapator       |
|  |                 |
|  | Fukuiraptor     |
|  |                 |

|  | Aerosteon  |
|  |            |
|  | Megaraptor |
|  |            |

|  | Australovenator |
|  |                 |
|  | ? Rapator       |
|  |                 |
|  | Fukuiraptor     |
|  |                 |

|  | Aerosteon  |
|  |            |
|  | Megaraptor |
|  |            |

|  | Australovenator |
|  |                 |
|  | ? Rapator       |
|  |                 |
|  | Fukuiraptor     |
|  |                 |

|  | Aerosteon  |
|  |            |
|  | Megaraptor |
|  |            |

|  | Australovenator |
|  |                 |
|  | ? Rapator       |
|  |                 |
|  | Fukuiraptor     |
|  |                 |

|  | Aerosteon  |
|  |            |
|  | Megaraptor |
|  |            |

|  | Australovenator |
|  |                 |
|  | ? Rapator       |
|  |                 |
|  | Fukuiraptor     |
|  |                 |

|  | Aerosteon  |
|  |            |
|  | Megaraptor |
|  |            |